# Герана
Герана в древногръцката митология е царица на пигмеите и съпруга на Никодим от когото родила син Мопс. Тя била много красива и това породило завистта на Хера. В резултат на това Герана била превърната в птица - жерав или щъркел. Пигмеите отвлекли сина и. Това е причината Герана ежегодно да отлита на юг в търсене на своето бебе.